# Burning Hammer
『Burning Hammer』（バーニング・ハンマー）はSEX MACHINEGUNSのベスト・アルバム。

## 概要
収録曲が全てライブ・バージョンで構成されたベスト・アルバムである。
初回仕様盤と通常盤の2形態が用意され、初回限定盤には「みかんのうた」スタジオ録音バージョンなどを収録した特典CDが付属している。

## 収録曲

### DISC 1 CD（初回限定盤・通常盤共通）
1. Introduction
2. みかんのうた
3. TEKKEN II
4. MC[注 1]
5. JAPAN
6. High Speed SAMURAI
7. エステティシャン
8. Iron Cross
9. Kiss
10. Scorpion Death Rock
11. MC[注 1]
12. ファミレスボンバー
13. 桜島
14. BURN ～愛の炎を燃やせ～
15. 食べたい なめたい 危険地帯
16. ONIGUNSOW
17. German Power

### DISC 2 CD（初回限定盤のみ）
1. SEX MACHINEGUN
2. みかんのうた (Studio Live)